# Teretrius antelatus
Teretrius antelatus är en skalbaggsart som beskrevs av Lewis 1914. Teretrius antelatus ingår i släktet Teretrius och familjen stumpbaggar. Inga underarter finns listade i Catalogue of Life.